# Дала коњ
Далекарлијски коњ или Дала коњ (шведски: dalahäst) је традиционална изрезбарена, осликана дрвена статуа коња пореклом из Шведске провинцији Даларна (Dalecarlia) . Некада се Дала коњ углавном користио као играчка за децу; у модерно доба постала је симбол Даларне, као и Шведске уопште. Направљено је неколико различитих типова Далекарлијанског коња, са карактеристикама локације на којој се производе.

## Историја
Користећи једноставне алате, углавном само нож, дрворезбарци су за своју децу направили играчке. Било је природно да су многе од ових играчака биле коњи, јер је коњ био непроцењив у то време, као поуздан пријатељ.
Уметност резбарења и сликања малих коња брзо је процветала у 19. веку, јер су економске тешкоће у региону инспирисале већу производњу малих коња, и постале су важна ствар размене. Сеоске породице су зависиле од производње коња како би се храна држала на столу, јер су се вештине резања коња и сликања преносиле с генерације на генерацију.
Најраније спомињање дрвених коња за продају је из 1623. године. У 19. веку, Стилко-Ерик Хансон из села Риса увео је технику сликања с две боје на истој четки, која се и данас користи. У књизи „Дрвени коњи у Шведској” аутор помиње да је овај чувени Дала сликар сахрањен у малом црквеном дворишту у Небраски.
Данашњи Дала коњ је и даље ручно израђен од бора, а његов узорак је стар око 150 година. Најмање девет различитих људи доприноси својим вештинама да створе сваког коња.

### Фолклор и популарна култура
Апокрифна легенда о Дала коњу каже је 1716. године коњ постао национална играчка. Према легенди, војници лојални краљу Карлу XII Шведском били су рашчлањени у Далекарлијанској регији и уклесали играчке као поклоне за своје домаћине.
Многи радови најстаријих произвођача коња више не постоје, али они који остају њени су власници и често су се преносили кроз генерације. Они су такође пожељни од стране сакупљача, а њихова вредност је значајно порасла током година.
Данас је Нуснас центар производње коња Дала, а најпознатије су радионице Нилс Олссон и Граннас Олссон . Граннас А. Олссонс Хемслојд АБ, основан 1922. године, најстарија је компанија која још увијек производи коње Далецарлиан. Нилс Олссонс Хемслојд је скоро стар. Коњи направљени на овим радионицама имају исти познати образац који већина људи повезује са коњима Дала. Осим ових, стари коњи су ручно резбарени и обојени у ограниченим издањима како би реплицирали стил античких коња који се налазе у шведским музејима или се чувају у приватним породичним колекцијама. Они су нумерисани и потписани, тако да се не могу замијенити са оригиналним раним дала коњем.

### Производња коња Дала
- Бертил Грунд у  „Grannas A. Olsson Hemslöjd” фабрици